# 荀瑶
知瑤（？—前453年），智氏（荀氏、知氏），名瑶，又稱智瑤、荀瑤、知伯瑤，谥号襄，称知襄子或智襄子，春秋末年晉國四卿之一，知宣子之子。知瑤在位期間，以晉侯的名義四處征伐，成功取代趙氏擔任晉國正卿，又分別向韓康子、魏桓子和趙襄子三大夫勒索土地，只有趙氏不給。知瑤大怒，聯合韓、魏兩氏進攻趙襄子，包圍趙襄子於根據地晉陽並引晉水灌城二年（前455年—前453年）之久。在即將獲勝之際，知瑤卻因一席話導致了韓、魏兩氏倒戈，與趙氏聯合反攻知氏陣地，知瑤被擒殺，首級被趙襄子作成「飲器」。智伯家族滅亡，其所有的領地被韓、魏、趙三家所瓜分。

## 生平

### 知瑤繼位及對外發展
在知宣子打算立知瑤為繼承人時，他的族人知果對此勸諫，請求以知宵為繼承人，並說知瑤雖有著儀態不凡、善於騎射、才藝出眾、能寫善辯，以及堅毅果決的五大優勢，但卻並不仁厚而且內心兇狠。若知瑤繼位後恃著本領欺壓他人，以殘酷不仁的思想行事，最終必定因為與人不睦而導致知氏家族的滅亡。知宣子不聽從他的意見而堅持立知瑤為儲。
知瑤繼位後，在晉出公三年（前472年）率師伐齊，又於晉出公九年（前466年）伐鄭，壯大了知氏的勢力。晉出公十一年（前464年），知瑤聯同趙襄子毋恤進行第二次伐鄭，鄭向齊求援。齊國援軍剛至，晉國撤退。然而此次伐鄭，智伯因為不滿趙襄子拒絕先攻城而辱罵對方，又在宴會上借著酒意向趙襄子灌酒並毆打他，因而與趙襄子結怨。
晉出公十七年（前458年），知氏聯合趙氏、魏氏與韓氏三大夫，瓜分了范氏和中行氏的土地和財產。知氏獨占了范氏和中行氏大部分故地，並取代趙氏而掌管晉國政事，成為四卿中最強的勢力，居晉國四大卿之首，並自稱「伯」。同年率軍滅中山國的屬國仇由國（在今山西省陽泉市盂縣）。隔年（前457年），在討伐衛國回國後，與韓康子虎、魏桓子駒在藍台舉行宴會，知瑤戲弄韓康子並侮辱韓氏家臣段規，又對進諫的近臣智國說：「只有我能為難別人，若我不對別人發難，又有誰敢為難我？」智國以列國過去因小怨釀成大禍的教訓，勸諫知伯既然已經與韓家君臣結怨，就必須小心防備二人將來伺機報復，知伯不聽。
晉出公十九年（前456年），知瑤先後向韓氏和魏氏各取得萬戶之邑，志得意滿之下向趙氏索要藺與皋狼兩邑，趙襄子卻因為昔日圍鄭之辱而拒絕。知瑤大怒，在晉出公二十年（前455年）聯合韓、魏兩家攻打趙氏，趙襄子自知不敵，幾經考慮之後決定奔走晉陽，是為晉陽之戰。

### 水灌晉陽及三家滅知
晉出公二十二年（前453年），知襄子久攻晉陽不取，引汾水灌城，趙氏「城中巢居而處，懸釜而炊，財食將盡」，军民飢病交加，十分危急。
知襄子看見水攻的成效非常好，得意地說：「起初，我不知道水可以滅亡他人國土，現在我已知道了。汾水可以灌安邑，絳水可以灌平陽。」韓康子、魏桓子兩人聽聞此語非常恐慌，互作暗號，因為魏氏的安邑城，韓氏的平陽城都有可能是知襄子下一個水攻的對象。
趙氏水困已久，無法續守，遂派谋臣張孟談說服韓、魏兩家倒戈，張孟談以「唇亡齒寒」的道理說服韓、魏之君，智氏在滅趙後必定以韓、魏作為下個目標。韓、魏二主本來就不滿平日囂張跋扈的智伯，聽了張孟談之言決定倒戈起事。於是三方密約共同攻滅智氏。知襄子的謀臣郗疵與族人智果都先後勸諫知襄子小心韓、魏兩家會背叛智氏，建議知襄子早作防備，但知襄子自負勝利在望，偏信韓、魏二主解釋，斷定兩家為了瓜分趙家土地必會守諾不生二心，因而不肯聽取郗疵與智果的意見。結果郗疵請求出使齊國以離開晉陽；智果則改姓為輔氏以避禍。
三月初十丙戌日，趙襄子派出部隊，殺死知伯守堤的士兵，決開堤防反灌知伯軍營，知伯軍因倉促救水而陷入混亂，韓、魏軍趁勢從側翼進攻，趙襄子親率士卒正面進擊，大敗知氏軍隊，擒殺知襄子，將知襄子的首級挖空雕刻上漆，作成「飲器」（飲器之義，眾說紛紜：一說盛酒的容器。甚至有人認為是「溺器」之誤，是指盛尿的夜壺），之後三家聯合族滅知氏，共分其地。只有知果因為已改姓为輔氏，所以得以保全。
知襄子有食客豫讓，為了要報答知襄子的知遇之恩，並發誓要替主公報仇雪恨，三番兩次刺殺趙襄子，都不成功，最後依舊被趙襄子所擒，於是請求刺了趙襄子衣服三劍，以達到報仇的意願，然後自殺身亡。

## 家庭
- 知申（父親）
- 知宵（兄長）
- 知顏（兒子）
- 輔果（即知果，族人）
- 智开（族人，前452年奔秦）
- 智寬（族人，前449年奔秦）